# 배꼽 (시집)
《배꼽》은 시인 문인수의 일곱 번째 시집이다. 2008년 4월 10일, 창작과비평사에서 창비시선 286호로 출간되었다. 

## 구성
총 4부로 구성되어 있으며, 여는 시는 〈꼭지〉이고 닫는 시는 〈고모역의 낮달〉이다.
제7회 미당 문학상 수상작인 〈식당의자〉가 수록되어 있다.

## 인용문
시, 혹은 시를 쓴다는 것은 그 대상이 무엇이든 결국 사람 구경일 것이다.— 문인수, 〈시인의 말〉

(문인수가) 우리 시대가 내다버린 인을 시의 중심에 세움으로써, 욕망의 가속도에 휩쓸린 존재들에게 거듭 삶의 의미를 묻는다.
(중략)
거대한 자본의 톱니바퀴에 제동을 거는 시집이다.— 김양헌, 발문(跋文) 〈실존의 배꼽을 어루만지다〉

문인수의 시는 꿈틀댄다.— 황동규, 뒷표지